# Étienne Mentor
Pour les articles homonymes, voir Mentor.
Étienne Victor Mentor, né à Saint-Pierre (Martinique) le 26 décembre 1771 et mort à une date inconnue, adjudant-général, est un député de Saint-Domingue au Conseil des Cinq-Cents,.

## Sources
- « Étienne Mentor », dans Adolphe Robert et Gaston Cougny, Dictionnaire des parlementaires français, Edgar Bourloton, 1889-1891 [détail de l’édition]